# Richard Bartmuß
Richard Bartmuß   (Schleesen, 23 de desembre de 1859 - Dessau, 25 de desembre de 1910), també Bartmuss, fou un compositor i organista alemany.
Fou deixeble de Brell i Philipp Spitta, va publicar multitud d'obres, entre les quals destaca, a més de diversos Corals, Lieder, Orgelsonaten (obra, 17) i sis Orgelconcerte, l'oratori Der Tag der Pfingstein (La Pascua de Pentacosta), obra, 14.